# جيمي ميليا
جيمي ميليا (بالإنجليزية: Jimmy Melia)‏ هو لاعب كرة قدم ومدرب كرة قدم بريطاني في مركز الهجوم، ولد في 1 نوفمبر 1937 في ليفربول في المملكة المتحدة. شارك مع منتخب إنجلترا لكرة القدم. أما مع النوادي، فقد لعب مع نادي ألدرشوت ونادي ساوثهامبتون ونادي كرو ألكساندرا ونادي ليفربول ووولفرهامبتون واندررز.

## وصلات خارجية
- جيمي ميليا على موقع قاعدة بيانات كرة القدم.إي يو (الإنجليزية)
- جيمي ميليا على موقع ناشيونال فوتبول تيمز (الإنجليزية)
- جيمي ميليا على موقع Soccerbase.com (لاعب) (الإنجليزية)